# ريتشارد بي. غارنت
ريتشارد بي. غارنت (بالإنجليزية: Richard B. Garnett)‏ هو عسكري أمريكي، ولد في 21 نوفمبر 1817 في مقاطعة إيسكس في الولايات المتحدة، وتوفي في 3 يوليو 1863 في جيتيسبيرغ في الولايات المتحدة.